# Sergio Lasam Utleg
Sergio Lasam Utleg (Solana, Filipinas, 21 de setembro de 1943) é um ministro filipino e arcebispo católico romano emérito de Tuguegarao.
Sergio Lasam Utleg recebeu o Sacramento da Ordem em 30 de março de 1968 para a Arquidiocese de Tuguegarao.
Em 10 de fevereiro de 1997, o Papa João Paulo II o nomeou Bispo Coadjutor de Ilagan. O núncio apostólico nas Filipinas, Dom Gian Vincenzo Moreni, o consagrou em 17 de março do mesmo ano; Os co-consagradores foram o Bispo de Ilagan, Miguel Gatan Purugganan, e o Arcebispo de Tuguegarao, Diosdado Aenlle Talamayan. 
Em 26 de julho de 1999, Sergio Lasam Utleg tornou-se bispo de Ilagan, sucedendo Miguel Gatan Purugganan, que renunciou devido a doença. 
Papa Bento XVI nomeou-o em 13 de novembro de 2006 Bispo de Laoag. 
Em 15 de junho de 2011 foi nomeado Arcebispo de Tuguegarao.
O Papa Francisco aceitou sua aposentadoria em 18 de outubro de 2019.